# Rui Tinoco
Rui Tinoco, (Vila Real, Portugal, 1971). É um poeta, psicólogo, cronista, com colaboração dispersa em várias revistas literárias portuguesas, galegas e brasileiras. Em 2011, recebeu o Nutrition Awards na categoria de saúde pública na qualidade de co-autor do Programa de Alimentação Saudável em Saúde Escolar PASSE  . Como psicólogo publicou diversos artigos científicos em numerosas revistas de referência em termos nacionais .

## Obras

### Poesia
- 2011 - O Segundo Aceno: (Edições Sempre em Pé). [4].

- 2013 - Era Uma Vez o Branco: (Volta d’Mar Edições) [5] [6].

- 2015 - Causas da Decadência de um Povo no seu Lar (Edita-me). Coletivo com João Rios, Pedro Teixeira Neves e Renato Filipe Cardoso. [7].

- 2017 - A Mão Heteronómica (Volta d’Mar Edições) [8].

- 2017 - a teoria do verso em rosebud (Eufeme) [9].

- 2020 - poema aberto ao silêncio (Eufeme) [10].

### Participação em revistas (poesia)
- 2008 - Oficina da Poesia nº 11

- 2009 - BigOde Sublime #7 Sublime de Rodrigo Miragaia.

- 2010 - Oficina da Poesia nº 14 de Março. [11].

- 2010 - BigOde #8 Decadência de 2010 de Rodrigo Miragaia.

- 2010 - Debaixo do Bulcão nº 37 de Março de 2010 e no nº 39.

- 2011 - DiVersos nº 12 e nº13. [12].

- 2013 - Elipse, (poesia – Galiza) [13].

- 2016 - Eufeme [14], coordenação de Sérgio Ninguém, 2019.

- 2018 - Piolho nº 25 e 26 [15].

### Participação em antologias
- 2014 - Inefável Antologia, coordenação de Pedro Silva Sena.

- 2014 - Cintilações da Sombra nº 2, coordenação de Victor Oliveira Mateus.

- 2015 - Cintilações da Sombra nº 3, coordenação de Victor Oliveira Mateus [16].

### Publicações - psicologia
- 1999 - Notas sobre a construção psico-social da identidade desviante em toxicodependência. Toxicodependências, 5, 3, 11-23 .[17].

- 2001 - Abordagem biográfica das toxicodependências – o biograma como instrumento de intervenção clínica. Toxicodependências, 7, 1, 17-22 em co-autoria com Severiano Pinto.[18].

- 2002 - Para uma história dos efeitos das drogas – dos usos cerimoniais aos consumos malditos. AntropoLógicas, 6, 221-245.[19].

- 2002 - Indeterminação biográfica – de condição natural a uma fissura na história do sujeito. Toxicodependências, 3, 61-67.[20].

- 2002 - Vivências de si na toxicodependência - Análise qualitativa de relatos de heroinómanos recolhidos em contexto institucional. Psicologia, Teoria Investigação & Prática, 1, 03-17 em co-autoria com Luís Fernandes.[21].

- 2003 - As potencialidades clínicas do biograma – algumas reflexões. Toxicodependências, 9, 3, 39-46 em co-autoria com Severiano Pinto.

- 2004 - Os actores e os contextos de consumo: anotações em torno da prevenção do abuso de drogas. Psicologia e Educação, III, nº1, 93-107.[22].

- 2004 - Histórias de Vida: um método qualitativo de investigação. Psicologia.com.pt.[23].

- 2006 - Comunidades terapêuticas livres de drogas – da intervenção ideológica à intervenção psicoterapêutica. Toxicodependências, 1, 21-30.[24].

- 2007 - Notícias de uma investigação autobiográfica: o consumo de drogas como dilema moral. Sociologia, Problemas e Práticas, 53, 159-178.[25].

- 2010 -  A gestão das técnicas de dinâmica de grupo em contextos de promoção da saúde: um mapeamento de competências. Peritia, 5, IX em co-autoria com Nuno Pereira de Sousa e Débora Cláudio.

- 2011 - Disfuncionalidades parentais: um caminho de conclusões erradas. Psychologica, vol. I, 417- 426 em co-autoria com Isabel Basto.[26].

- 2011 - Intervenção clínica e preventiva nos comportamentos alimentares: um diálogo entre a psicologia e as ciências da nutrição. Acta Médica Portuguesa, 24, 741-746 em co-autoria com Isabel Paiva.[27].

## Ligações Externas
Entrevista concedida a Como Eu Escrevo
Participação no Público - P3
Bibliografia na Biblioteca Nacional de Portugal
Artigos de Opinião do Portal de Psicologia
Artigos de Opinião na A Página de Educação